# Битка при Вестерос
Битката при Вестерос (на шведски: Slaget om Västerås) е битка от Шведската война за независимост, която се случва в покрайнините на град Вестерос, Швеция, на 29 април 1521 г.